# Barcelona (tỉnh)

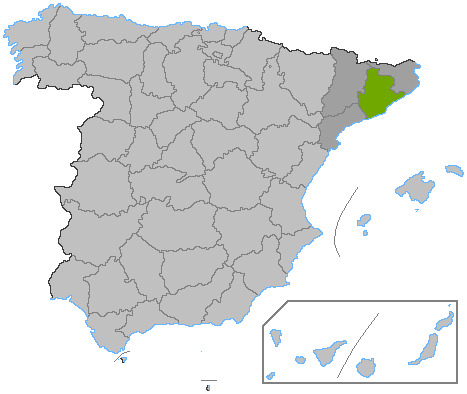
Tỉnh Barcelona, Catalonia, Tây Ban Nha

Barcelona là một tỉnh phía đông Tây Ban Nha, nằm ở trung tâm cộng đồng tự trị Catalonia. Tỉnh này giáp các tỉnh Tarragona, Lleida, Girona, và Địa Trung Hải.
Thủ phủ là Barcelona. Dân số tỉnh này năm 2007 khoảng 5.330.000 người, trong đó có 1.595.110 người sống ở tỉnh lỵ Barcelona.
Các đô thị quan trọng trong tỉnh này gồm L'Hospitalet de Llobregat, Badalona, Cerdanyola del Vallès, Martorell, Mataró, Granollers, Sabadell, Terrassa, Sitges, Igualada, Vic, Manresa, Berga.
Xem thêm danh sách các đô thị tại Barcelona.